# Переслідувач кішок
Переслідувач кішок (англ. Cat Chaser) — американський трилер 1989 року режисера Абеля Феррари.

## Сюжет
У 1965-тому році американський десантник Джордж Моран був серед 42-х тисяч солдатів військового контингенту США, який всупереч статуту ООН вторгся на територію Домініканської республіки з метою зміцнення «проамериканського» диктаторського режиму Кабраля. Навряд чи хтось ще пам'ятає ганебну сторінку Американської історії. Але через 23-три роки ці події не забули: Джордж Моран — власник маленького прибережного готелю в Палм-Біч і колишній генерал Андреас Дебоя, який знайшов притулок в США. А пов'язує їх одна обставина — любов до жінки.

## У ролях
| Актор               | Роль            |
| ------------------- | --------------- |
| Пітер Веллер        | Джордж Моран    |
| Келлі Макгілліс     | Мері ДеБойа     |
| Чарльз Дернінг      | Джиггс Скаллі   |
| Фредерік Форрест    | Нолен Тайнер    |
| Томас Міліан        | Андрес ДеБойа   |
| Хуан Фернандес      | Рафі            |
| Келлі Джо Мінтер    | Лорі            |
| Філ Лідс            | Джеррі Ши       |
| Тоні Болано         | Корки           |
| Адріана Сакс        | Аніта ДеБойа    |
| Роберто Ескобар     | Маріо Прадо     |
| Міллі Руперто       | Люсі Пальма     |
| Вівіан Аддісон      | покоївка Лула   |
| Брук Бекер          | Філлі           |
| Фара Шиллер         | Мерилін         |
| Гвідо Інгуанзо      | таксист         |
| Педро Телемако      | клерк           |
| Карлос Руїс         | офіціант        |
| Розіта Сустаче      | літня жінка     |
| Тереза Марія Рохас  | Альтаграсія     |
| Віктор Ріверс       | Емілліо Мендоса |
| Алексіс Аргуелло    | Пепе Мендоса    |
| Майкл Веллер        | поліцейський    |
| Білал Х. Ель-Амін   | доглядач        |
| Педро Дж. Пелаес    | посильний       |
| Джозеф Парізі       | бармен          |
| Мері-Робін Редд     | Феліція         |
| в титрах не вказані |                 |
| Ентоні Корреа       | Ральф           |
| Шеррі Роуз          | офіціантка      |
| Рені Сантоні        | оповідач        |